# 2007 McCuskey
2007 McCuskey је астероид главног астероидног појаса. Приближан пречник астероида је 21,88 ,
а средња удаљеност астероида од Сунца износи 2,383 астрономских јединица (АЈ).
Инклинација (нагиб) орбите у односу на раван еклиптике је 3,048 степени, а орбитални период износи 1344,252 дана (3,680 године). Ексцентрицитет орбите астероида износи 0,115.
Апсолутна магнитуда астероида износи 11,80 а геометријски албедо 0,070.
Астероид је откривен 22. септембра 1963. године.